# タンタン (キャラクター)
タンタン（Tintin、フランス語: [tɛ̃tɛ̃]) は、ベルギーの漫画家エルジェの作品「タンタンの冒険」の主人公である。

## 特徴
エルジェは、タンタンを14～15歳でブリュッセル出身の白人ベルギー人として生み出した。エルジェの伝記作家ピエール・アスリーヌは、タンタンは中流階級の出身であり、それがエルジェとの数少ない共通点だと考えている。
初登場時には丈の長いトラベルコートを着て帽子をかぶっているが、数ページ後には後の作品でお馴染みとなるニッカポッカにチェックのスーツ、黒い靴下、イートンカラーというスタイルに着替える。エルジェは大学時代、カナダ人の学生がプラスフォワーズとアーガイル柄の靴下を履いてからかわれていた姿を目にしており、これがインスピレーションになったと考えられる。髪型は当初から逆立った髪房（クイッフ）だが、当初は額の方向に垂れていた。ある激しいカーチェイスの間にクイッフが風で逆立ち、以来その髪型が定着した。3回目の冒険となる『タンタン アメリカへ』の発表時には、エルジェのみならず読者にとってもタンタンの見た目が定着してきたため、容姿や服装が変えられる事はなくなった。ただし、終盤の作品『タンタンとピカロたち』では、長く親しまれたニッカポッカからジーンズに変更された（原作のみ）。
エルジェはインタビュアーのヌマ・サドゥールから、タンタンというキャラクターがどのように発展したか問われ「タンタンは実質的にほとんど進化しなかった。絵としては、彼は初めからずっと略画のままだ。タンタンの目や鼻を見てくれ。彼の顔はただのスケッチだ。記号表現だ」と答えた。アスリーヌも同様の見解を持っており、「タンタンの絵はストーリーと同じくらい平明だ」とコメントしている。
マイケル・ファーは、エルジェが「タンタン」という名をバンジャマン・ラビエの Tintin le lutin という本から借用したと推測しているが、エルジェは1970年までその本を知らなかったと主張している。同時にファーは「タンタン」はおそらく名字であるとコメントしている。家主の女性など、他のキャラクターが彼を「ミスター・タンタン」と呼ぶのがその理由である。一方でアスリーヌは、タンタンには家族がいないため「タンタン」が名字であるはずがないと主張しており、エルジェが「タンタン」という名前を採用したのは勇敢で明快で明るい感じに聞こえるだけでなく、簡単に覚えられるためである、としている。
年齢に関する具体的な描写はなく、過去に『タンタン新聞』にて「タンタンの年齢はいくつくらいか？」という質問が挙がった際に、エルジェはそれに関して「最初は14歳くらい…あと最終的には17歳かな」と答えていた。

## 職業
第1作目の時点ですでに世界中に派遣される報道記者としての人生を送っている。初の冒険ではソビエト連邦に派遣され、そこから編集長宛ての特別電報を送っている。『かけた耳』では、ノートを手に民族誌博物館の館長に起きたばかりの窃盗事件について質問している。ラジオの記者が詳細を自身の言葉で語るように強く求めた際など、タンタンがインタビューを受ける側になることもある。しかしわずかな例を除いて、タンタンが編集長に相談したり、記事を書いたりする様子は見られない。
冒険が続くにつれてタンタンが報道活動を行う頻度は少なくなり、アパートから調査をする探偵的な活動が多くなる。登場人物の中には、鋭い知性と観察眼、推理力にちなんでタンタンの事をシャーロック・ホームズと呼ぶ者もいる。タンタンはホームズのように変装の腕前を見せることもあり、因縁の宿敵を持つ点も共通している。
後の物語ではタンタンの職業はさらに変更され、報道記者という建前の活動はほぼなくなり、代わりに冒険者として成功を収める。『レッド・ラッカムの宝』の冒険でハドック船長がムーランサール城を手に入れると、科学者のビーカー教授と共に城に寄宿することになり、それ以降は海底や山頂、月面といった突飛な場所での冒険が多くなる。

## 技能
自動車、オートバイ、飛行機、戦車など、乗り物ならなんでも運転や修理をこなす名人である。月面車を運転したこともあるほか、モールス符号の知識も持ち合わせている。
体力面においても抜群の才能を有しており、長距離の歩行や水泳も難なくこなすほか、必要な時には敵へ強烈なパンチを喰らわせることもある。エルジェはタンタンの能力を「恐れ知らずで非の打ち所がないヒーロー」と要約し、エルジェ自身がなりたかったような万能の天才で、弱点がほぼ見当たらないような人物である。

## 性格
エルジェがシリーズを書き進めるにつれて、タンタンの性格は変化していった。エルジェの伝記を書いたブノワ・ペテルスは、初期の『タンタンの冒険』におけるタンタンの性格は「首尾一貫しない」「ときには愚かしく、ときには博識で、わざとらしいくらい敬虔かと思えば、受け入れられないくらい攻撃的になる」と述べており、つまりはエルジェのプロットを実現するための「物語の手段」に過ぎないのだという。別の伝記作家ピエール・アスリーヌは、初期のタンタンが「ほとんど人類への同情心」を見せないと言及した。アスリーヌはタンタンについて「独身主義を貫き、行いにすぐれ、礼儀正しく、勇敢で、弱い者と虐げられる者の側に立ち、その気もないのにいつもトラブルに巻き込まれる。機転が利き、思い切りがよく、思慮分別がある。タバコも吸わない」と解説した。
マイケル・ファーはタンタンが正直で勇敢な若者であり、読者が自己投影できるようなキャラクターだとみなした。タンタンはどちらかというと中立的な性格であるため、自らを取り巻く悪や愚かさ、無分別なことがらに落ち着いた反応を返す。それにより読者は、強い主人公が大暴れするのをただ見守るのではなく、タンタンに成りきって読むことができるのである。タンタンの描写が記号的であることはこのような側面を高めている。漫画の専門家スコット・マクラウドは、タンタンの象徴的で中立な性格と、エルジェ特有の「際立って写実的な」ハッキリした線（リーニュ・クレール＝クリア・ラインと呼ばれるスタイル）の組み合わせにより、「読者は[記号的な]キャラクターの中に自己を埋没させて、[リアルに描かれた背景の]感覚刺激に満ちた世界へと安全に入っていけるようになる」と述べている。
他のキャラクターに対しては正直で礼儀正しく、思いやりがあって親切である。さらに彼は、エルジェがそうであったように控えめで出しゃばらず、エルジェがそうなろうと努力したように友人に対して誰よりも忠実である。一方で、『かけた耳』において銃殺隊に直面する前に泥酔したり、『月世界探検』においてハドックが原因で全員が落命の危機に陥った際に彼を嗜めるといった一面も見せる。しかし、マイケル・ファーによればタンタンは「きわめて広い心」を持っていて、『タンタンチベットを行く』ではそれにふさわしい「グレート・ハート」という名を与えられた。時には無邪気であり、政治的運動を推進したり現実逃避主義者かのような一面も見せるが、実際のところはシニカルな一面が強い。エルジェが「タンタンが道徳家だとしても、物事を深刻に受け止めない道徳家だ。だから彼の漫画からユーモアが失われることがないんだ」と述べているように、善人ぶるところはあっても気難しくはない。タンタンが世界中で人気を博したのはこのユーモアセンスのためだと言える。

## 関連文献
- Apostolidès, Jean-Marie (2010) [2006]. The Metamorphoses of Tintin, or Tintin for Adults. Jocelyn Hoy (translator). Stanford: Stanford University Press. ISBN 978-0-8047-6031-7
- Goddin, Philippe (2010). The Art of Hergé, Inventor of Tintin: Volume 2, 1937–1949. Michael Farr (translator). San Francisco: Last Gasp. ISBN 978-0-86719-724-2
- Goddin, Philippe (2011). The Art of Hergé, Inventor of Tintin: Volume 3: 1950–1983. Michael Farr (translator). San Francisco: Last Gasp. ISBN 978-0-86719-763-1
- McCarthy, Tom (2006). Tintin and the Secret of Literature. London: Granta. ISBN 978-1-86207-831-4